# Zapàrino
Zapàrino (en rus: Запарино) és un poble de l'óblast d'Arkhànguelsk, a Rússia, segons el cens del 2012 tenia 5 habitants.